# Mosen LU
| LU ist das Kürzel für den Kanton Luzern in der Schweiz. Es wird verwendet, um Verwechslungen mit anderen Einträgen des Namens Mosen zu vermeiden. |

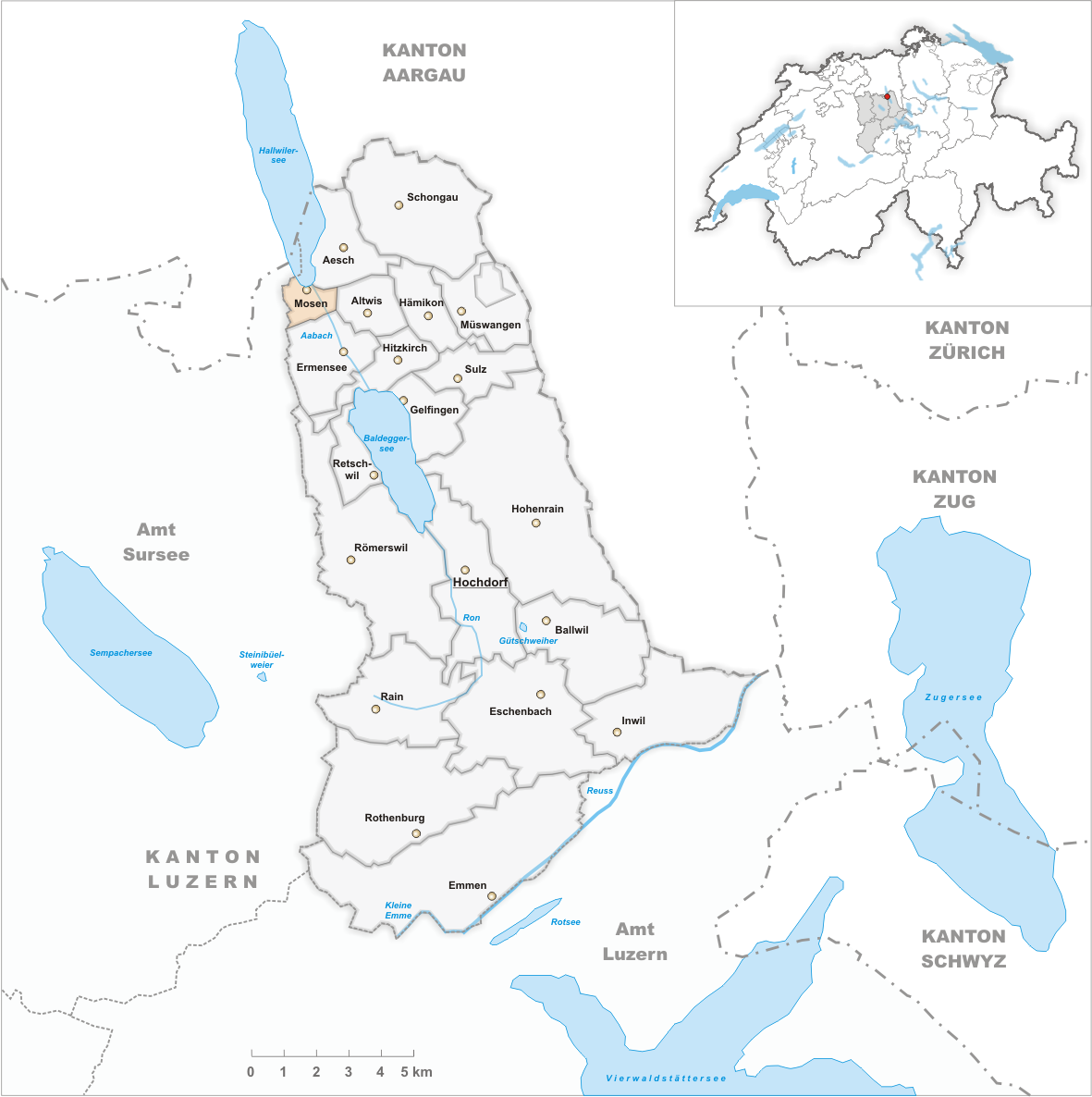
Gemeindestand vor der Fusion am 1. Januar 2009

Mosen ist ein Dorf in der Gemeinde Hitzkirch im Amt Hochdorf des Kantons Luzern in der Schweiz.
Bis zum 31. Dezember 2008 war Mosen eine politische Gemeinde; per 1. Januar 2009 haben die Gemeinden Hitzkirch, Gelfingen, Hämikon, Mosen, Müswangen, Retschwil und Sulz zur neuen Gemeinde Hitzkirch fusioniert.

## Geographie
Mosen liegt am Südende des Hallwilersees im Seetal östlich der Erlosen und besteht aus dem Dorf und dem südlich davon liegenden Weiler Fülimatt. Auf dem früheren Gemeindegebiet münden der Altwiserbach und der Aabach in den Hallwilersee ein.
Vom ehemaligen Gemeindeareal von 173 ha sind 158 ha Landgebiet. Von dieser Fläche werden 70,9 % landwirtschaftlich genutzt. Von Wald und Gehölz bedeckt sind 15,2 %, und 11,4 % des Gebiets ist Siedlungsfläche.

## Nachbargemeinden
Mosen grenzte an die Gemeinden Aesch LU, Altwis, Ermensee und Beromünster.

## Bevölkerung

### Bevölkerungsentwicklung
| Bevölkerungsentwicklung | Bevölkerungsentwicklung |
| Jahr                    | Einwohner               |
| ----------------------- | ----------------------- |
| 1850                    | 217                     |
| 1900                    | 166                     |
| 1910                    | 164                     |
| 1920                    | 176                     |
| 1930                    | 160                     |
| 1941                    | 186                     |
| 1980                    | 136                     |
| 1990                    | 217                     |
| 2000                    | 254                     |
| 2016                    | 290                     |

Luftbild aus 2000 m von Walter Mittelholzer (1927)

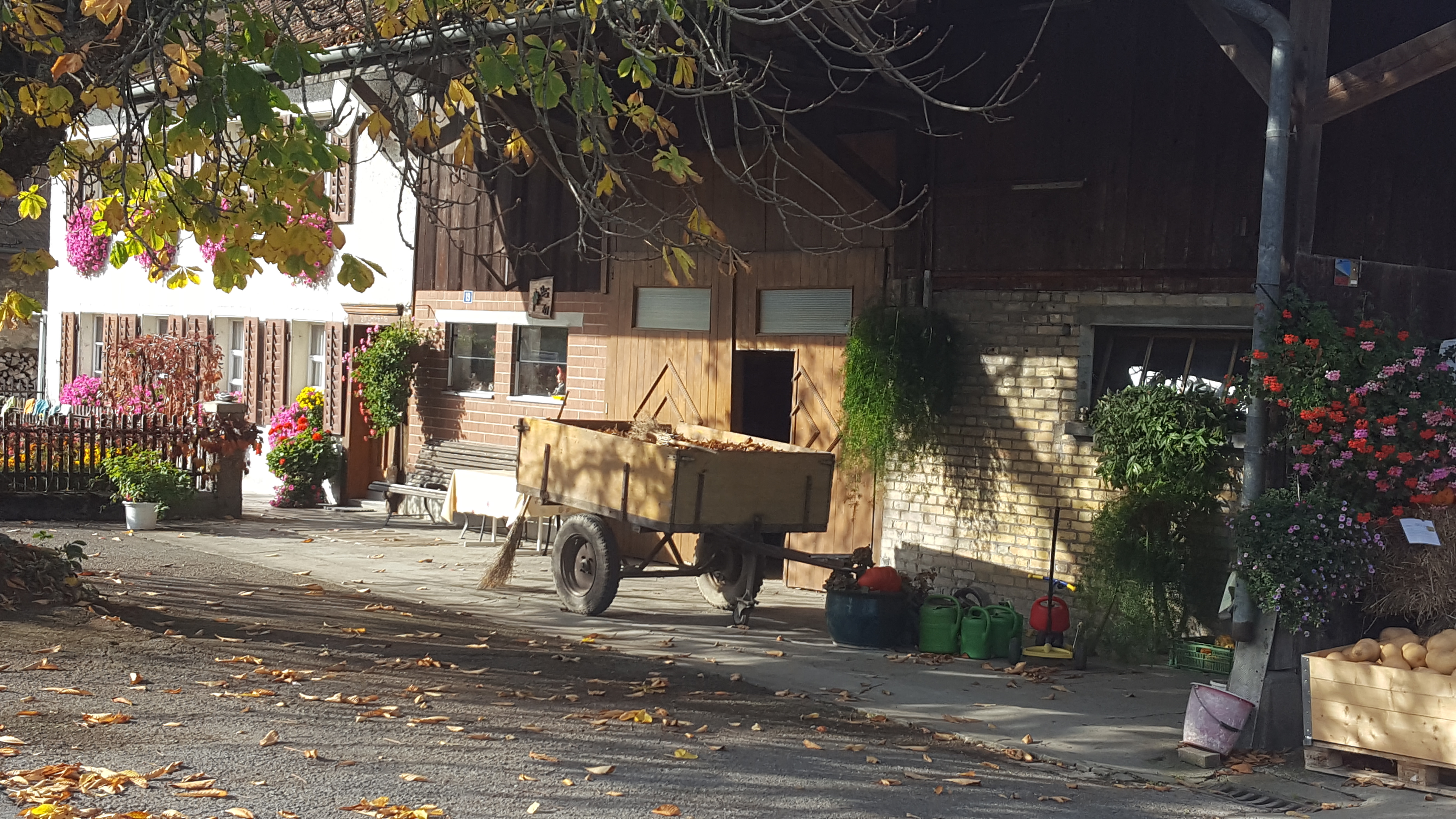
Idyll in Mosen LU

Als Folge der Abwanderung vom Land in die Industriezentren sank die Bevölkerung von Mosen zwischen 1850 und 1910 massiv (1850–1910: −24,4 %). Danach folgte bis 1941 ein Auf und Ab. In den 1940er-Jahren setzte ein neuer Bevölkerungsexodus ein, der bis 1980 anhielt (1941–1980: −26,9 %). Das Jahr 1980 war das Jahr mit dem tiefsten Bevölkerungsstand. Seit den 1980er-Jahren kam es zu einem grossen Bevölkerungswachstum, welches zu einer Verdoppelung der Einwohnerzahl führte (1980–2004: +100,7 %).

### Sprachen
Die Bevölkerung benutzt als Alltagssprache eine hochalemannische Mundart. Bei der letzten Volkszählung im Jahr 2000 gaben 90,16 % Deutsch, 2,76 % Albanisch und 1,97 % Türkisch als Hauptsprache an.

### Religionen – Konfessionen
Früher waren alle Bewohner Mitglied der römisch-katholischen Kirche. Durch Kirchenaustritte und Zuwanderung aus anderen Regionen der Schweiz und dem Ausland hat sich dies geändert. Heute (Stand 2000) sieht die religiöse Zusammensetzung wie folgt aus: Es gibt 66,93 % römisch-katholische, 19,29 % evangelisch-reformierte und 1,97 % orthodoxe Christen. Daneben findet man 5,51 % Muslime und 4,33 % Konfessionslose. Bei den Muslimen handelt es sich um Personen albanischer und türkischer Herkunft.

### Herkunft – Nationalität
Von den 276 Einwohnern Ende 2006 sind 264 Schweizer und 12 (=4,3 %) Ausländer. Bei der letzten Volkszählung waren 86,61 % (einschliesslich Doppelbürger 90,16 %) Schweizer Staatsangehörige. Die Einwanderergruppen kommen aus Serbien-Montenegro (Albaner), der Türkei, Portugal und Sri Lanka.

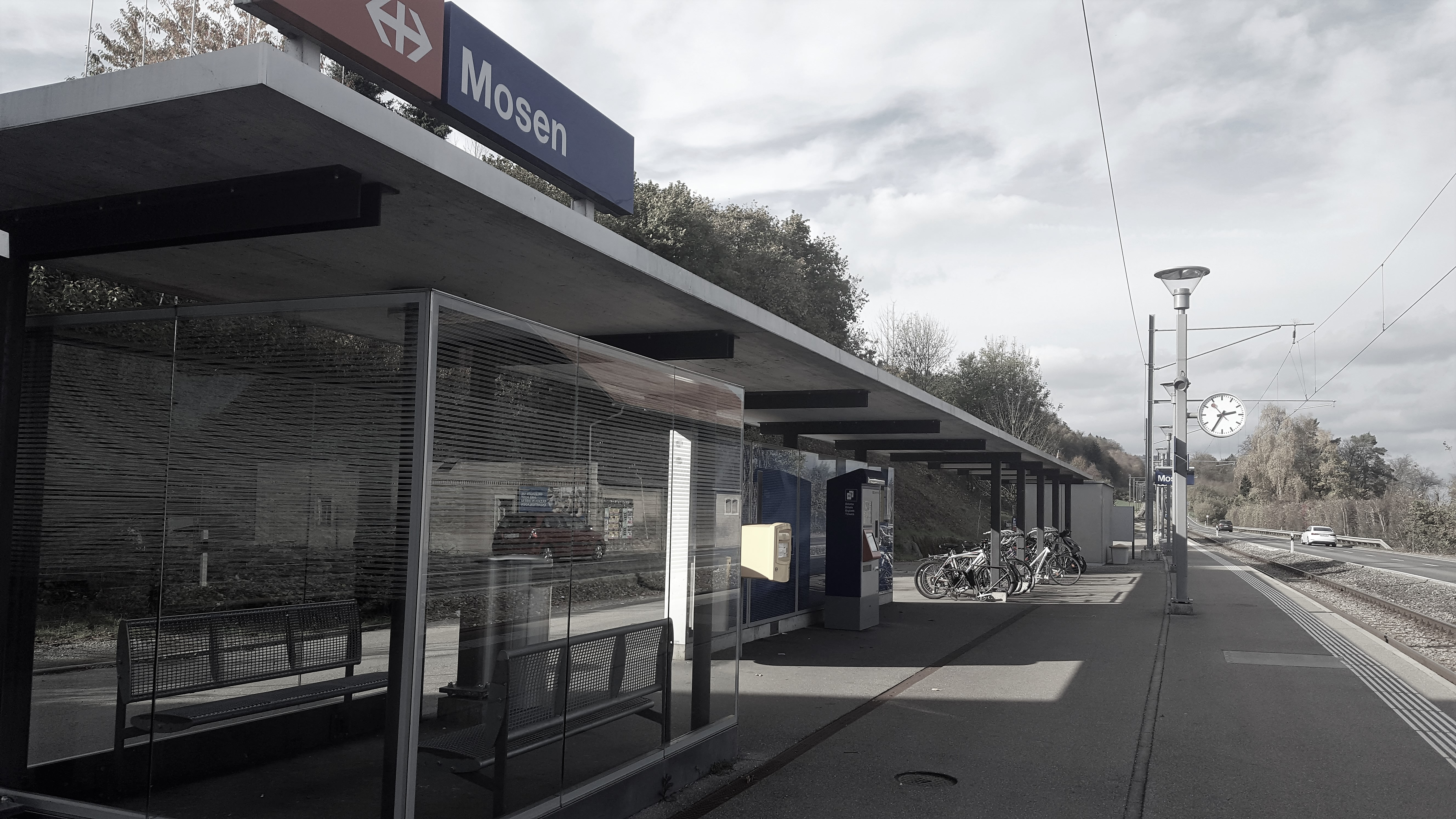
Mosen LU, Bahnhof

## Verkehr
Mosen liegt an der Bahnlinie Luzern−Lenzburg und hat eine eigene Haltestelle. Die Strasse Luzern−Lenzburg führt durch Mosen. Die nächsten Autobahnanschlüsse sind Sursee an der A2 in 16 km und Lenzburg an der A1 in 20 km Entfernung. Am Seeufer gibt es eine Anlegestelle der Schifffahrtsgesellschaft Hallwilersee.

## Geschichte

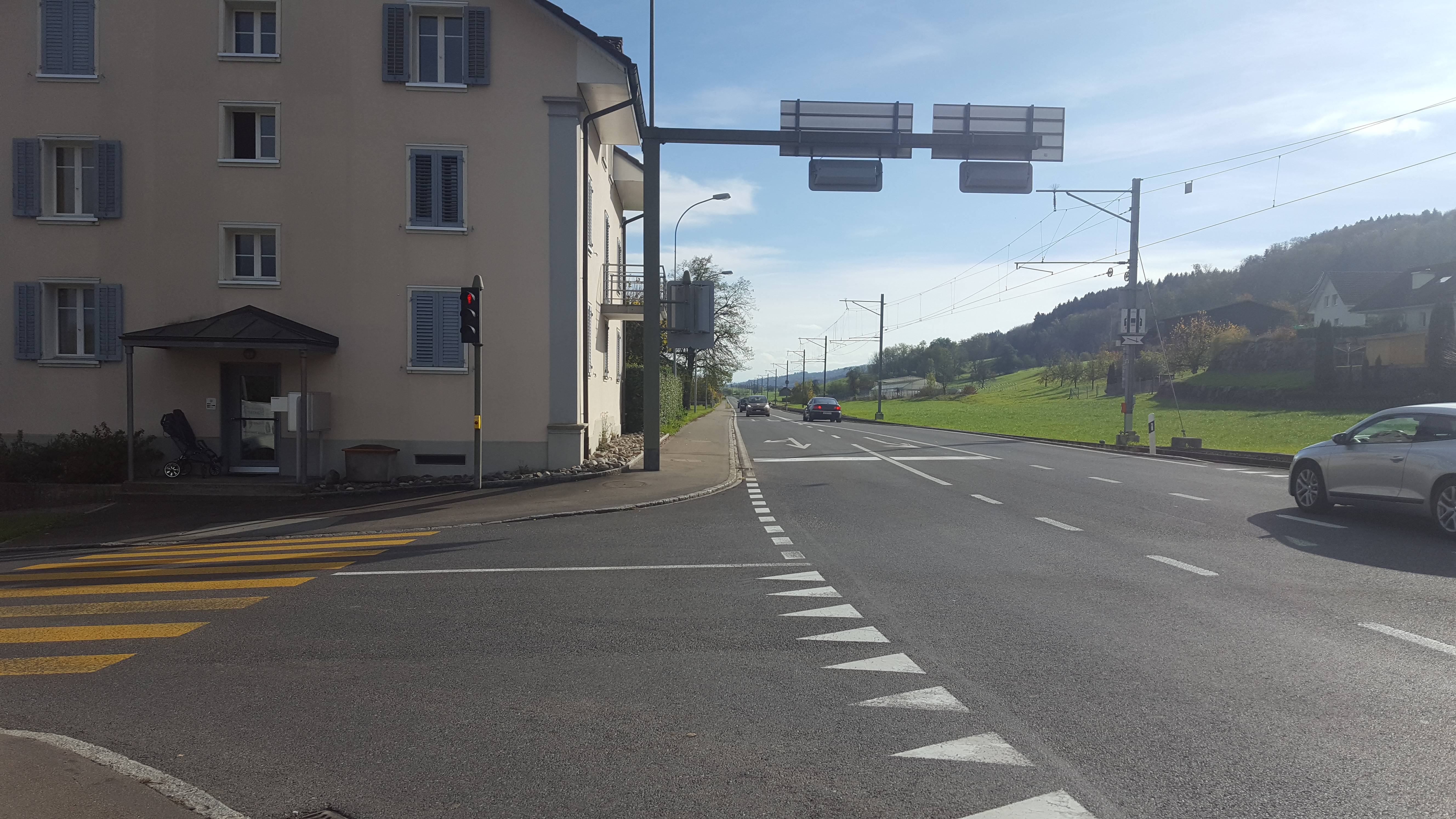
Mosen LU, Strasse Richtung Luzern

Mosen wurde 1045 erstmals als Moseheim in einer Schutzurkunde von König Heinrich III. für das Chorherrenstift Beromünster urkundlich erwähnt. Um 1300 war es im Besitz der Habsburger und gehörte zum Amt Richensee. Im Jahr 1415 eroberten die Berner und Luzerner den Aargau, in welchem das Amt Richensee lag. Es wurde Teil der Freien Ämter, zu dem es bis 1803 zugehörig war. Durch eine Gebietsumteilung kam es dann zum Kanton Luzern und wurde dem Amt Hochdorf zugeteilt.

## Sehenswürdigkeiten

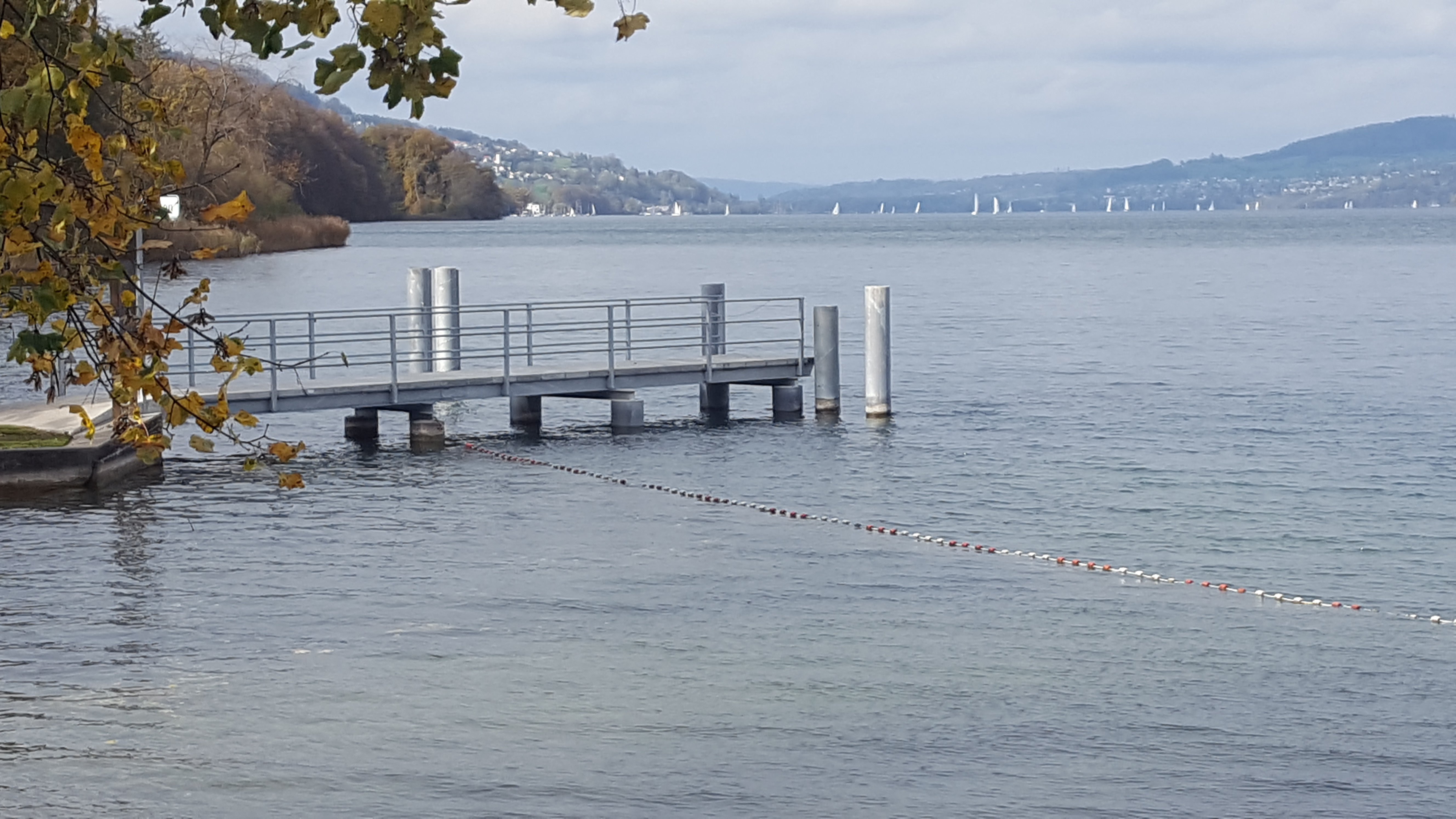
Mosen LU, Am Hallwilersee